# Stoke Park
Stoke Park – dzielnica miasta Ipswich, w Anglii, w Suffolk, w dystrykcie Ipswich. W 2011 dzielnica liczyła 7276 mieszkańców.